# Stephen Yokich
Stephen Philipp Yokich (* 20. August 1935 in Detroit, Michigan; † 16. August 2002 ebenda) war ein US-amerikanischer Gewerkschaftsfunktionär.

## Biografie
Yokich war zunächst in mehreren Positionen für die Automobilarbeitergewerkschaft United Auto Workers (UAW) im damaligen Lokalbüro 155 in Warren (Michigan) tätig, ehe ihn 1969 UAW-Präsident Walter Reuther in den Stab des Regionalbüros 1 in Warren beruft, das für die Automobilindustrie in der Metropolregion Detroit mit den Firmen Chrysler, General Motors und Ford zuständig ist. 1977 wird er selbst zum Direktor des Regionalbüros 1 gewählt.
1980 wechselt er in die Zentrale der Gewerkschaft und wird zunächst bis 1983 Direktor der Abteilung Landmaschinenbau (Agricultural Implement Department), das für die Gewerkschaftsmitglieder bei Deere & Company, Caterpillar und CNH Global zuständig ist. Zugleich war er zwischen 1980 und 1995 Direktor der Abteilung für Facharbeiter (Skilled Trades Department). Daneben war er von 1983 bis 1989 auch Direktor der Organisationsabteilung (Organazing Department), das insbesondere für die Anwerbung von bisher nicht gewerkschaftlich organisierten Arbeitern ist. In dieser Funktion erwarb er sich große Erfolge außerhalb der Automobilindustrie als 1985 22.000 Arbeiter im Bundesstaat Michigan der UAW beitraten. 1989 wurde er dann Direktor der einflussreichen Abteilung für General Motors, die für mehr als 120.000 durch die UAW vertretene Arbeitnehmer des Konzerns zuständig ist.
1995 wurde er schließlich als Nachfolger von Owen Bieber selbst Präsident der UAW. Während seiner Amtszeit kam es zu einem deutlichen Mitgliederverlust von 826.000 Mitgliedern im Jahr 1995 auf 672.000 organisierten Arbeitern im Jahr 2001. Gleichwohl gelang ihm der Abschluss lukrativer Tarifverträge für die UAW. Allerdings war er nicht erfolgreich bei der Anwerbung von Arbeitern in den zu ausländischen Automobilkonzernen gehörenden Fabriken in den USA (sogenannte „Transplants“).
Im Juni 2002 trat er beim 33. Gewerkschaftskongress nicht erneut an, so dass der bisherige Vizepräsident Ronald Anthony Gettelfinger zum neuen Präsidenten der UAW gewählt wurde. Yokich starb rund zwei Monate später.